# Craticulina tabaniformis
Craticulina tabaniformis är en tvåvingeart som först beskrevs av Fabricius 1805.  Craticulina tabaniformis ingår i släktet Craticulina och familjen köttflugor.
Artens utbredningsområde är Marocko. Inga underarter finns listade i Catalogue of Life.